# Bianca Maria Pirazzoli
Bianca Maria Pirazzoli (Bologna, 21 novembre 1951 – Bologna, 24 maggio 1998) è stata un'attrice teatrale e regista teatrale italiana.

## Biografia
Dopo aver frequentato l'Accademia Antoniana d'Arte Drammatica di Bologna, entra a far parte nel 1972 del Gruppo Libero, laboratorio di ricerca e sperimentazione teatrale fondato nel 1968 da Arnaldo Picchi e Renzo Morselli, dapprima come attrice e poi come drammaturga e regista sino ad assumerne la direzione dal 1981 al 1998, anno della sua morte.
Il suo stile teatrale si fonda sullo studio delle tecniche del teatro Nō e kabuki giapponese, dello straniamento brechtiano, del teatro della crudeltà di Antonin Artaud e, soprattutto, della più completa espressività del corpo dell'attore.
Rare, ma fondamentali, le sue esperienze di attrice fuori dal Gruppo Libero come quella con Luca Ronconi nel 1979 per L'uccellino azzurro di Maurice Maeterlinck o quella con Yuri Lyubimov per Delitto e castigo da Fëdor Dostoevskij nel 1984.
Parallelamente al lavoro in palcoscenico progetta e realizza un gran numero di attività formative sperimentali come, ad esempio, I colori del teatro (laboratorio di ricerca teatrale interculturale per insegnanti), DEA - Donne, Europa, Arte (coppia di progetti formativi per operatori culturali e animatori teatrali, uno tutto al femminile e uno per extracomunitari) e, degno di particolare nota, il TeatroLolliProgetto, ardito esperimento di laboratorio teatrale iniziato nel 1977 all'interno del manicomio di Imola e aperto anche ai degenti come anticipazione attiva della legge Basaglia dell'anno successivo. 
Nel 2008, nel decennale della prematura scomparsa, è stato istituito il Premio Nazionale Bianca Maria Pirazzoli per attrici e scrittrici di monologhi teatrali al femminile e avviato in suo onore il Progetto Artura, dedicato ai colori delle donne di teatro.

## Regie teatrali
- La bella e la bestia di Jeanne-Marie Leprince de Beaumont 1980
- Storie di due clowns alla luna di Claudia Palombi e Bianca Maria Pirazzoli 1981
- Noi, le mosche dell'aceto di Bianca Maria Pirazzoli 1984
- Clochards Celestes di Claudia Palombi e Bianca Maria Pirazzoli 1986
- Milena risponde a Kafka di Gregorio Scalise 1987
- Sola in casa - L'orologio di Dino Buzzati 1987
- I suggeritori di Dino Buzzati 1988
- Il diario segreto di Sherlock Holmes di Raffaele Milani 1988
- Buonanotte, cara di Gregorio Scalise 1988
- Narco degli Alidosi di Roberto Piumini 1989
- Racconto d'autunno - La casa delle porte che sbattono di Tommaso Landolfi 1990
- Il fantasma di Canterville di Oscar Wilde 1991
- L'ombra dell'angelo di Bianca Maria Pirazzoli 1992
- Nate nel vento di Giorgio Bulla e Bianca Maria Pirazzoli 1993
- Lolly Willowes - Bosco una volta... bosco per sempre di Sylvia Towsend Warner 1994
- Una pietra sulla sabbia di Giorgio Bulla e Bianca Maria Pirazzoli 1995
- Come se l'infanzia non finisse mai di Giorgio Bulla e Bianca Maria Pirazzoli 1996
- Ecce Homo di Giorgio Bulla e Bianca Maria Pirazzoli 1997
- L'isola che non c'è di Giorgio Bulla e Bianca Maria Pirazzoli 1998

## Approfondimenti
- Monologhi al femminile, testi finalisti del primo Premio Bianca Maria Pirazzoli, a cura di Sebastiano A. Giuffrida, edizioni corsare, 2009.